# Hospoda U Tichánků (Roprachtice)
Hospoda U Tichánků je v současnosti (2023) jediná funkční hospoda v Roprachticích. Je majetkem místní Tělovýchovné jednoty Sokol, která hospodu zároveň provozuje. Budova je centrem velké části kulturního dění v obci, některé akce zde konané jsou významné i na úrovni semilského okresu. Je vybavena sálem s jevištěm a galerií. Jeviště je vybaveno ručně malovanou oponou od jilemnické firmy Lev. Sál kromě Sokola využívají i ostatní spolky v obci k pořádání bálů, tanečních zábav a podobně. Hraje se zde ochotnické divadlo a to jak v podání místního spolku, který byl po padesátileté pauze obnoven na začátku roku 2015, tak i spolků okolních. Pořádají se zde i soukromé akce jako narozeninové oslavy či svatby. K budově patří i přilehlé fotbalové hřiště, kde se konají poutě a různé akce pro děti i dospělé.
V budově se nachází i ubytovací zařízení penzionového typu.
Budovu na začátku dvacátých let 20. století postavil Michal Tichánek. Byla v provozu nepřetržitě, během komunistického režimu chátrala. V devadesátých letech 20. století objekt koupila místní Tělovýchovná Jednota Sokol. Práce na opravách objektu probíhaly na dobrovolné bázi. Opravy a stavební úpravy na budově probíhají i v současnosti (2021).
V budově se z velké části natáčel film Zapomenuté světlo a v menší míře i film Bella Mia.

## Popis budovy

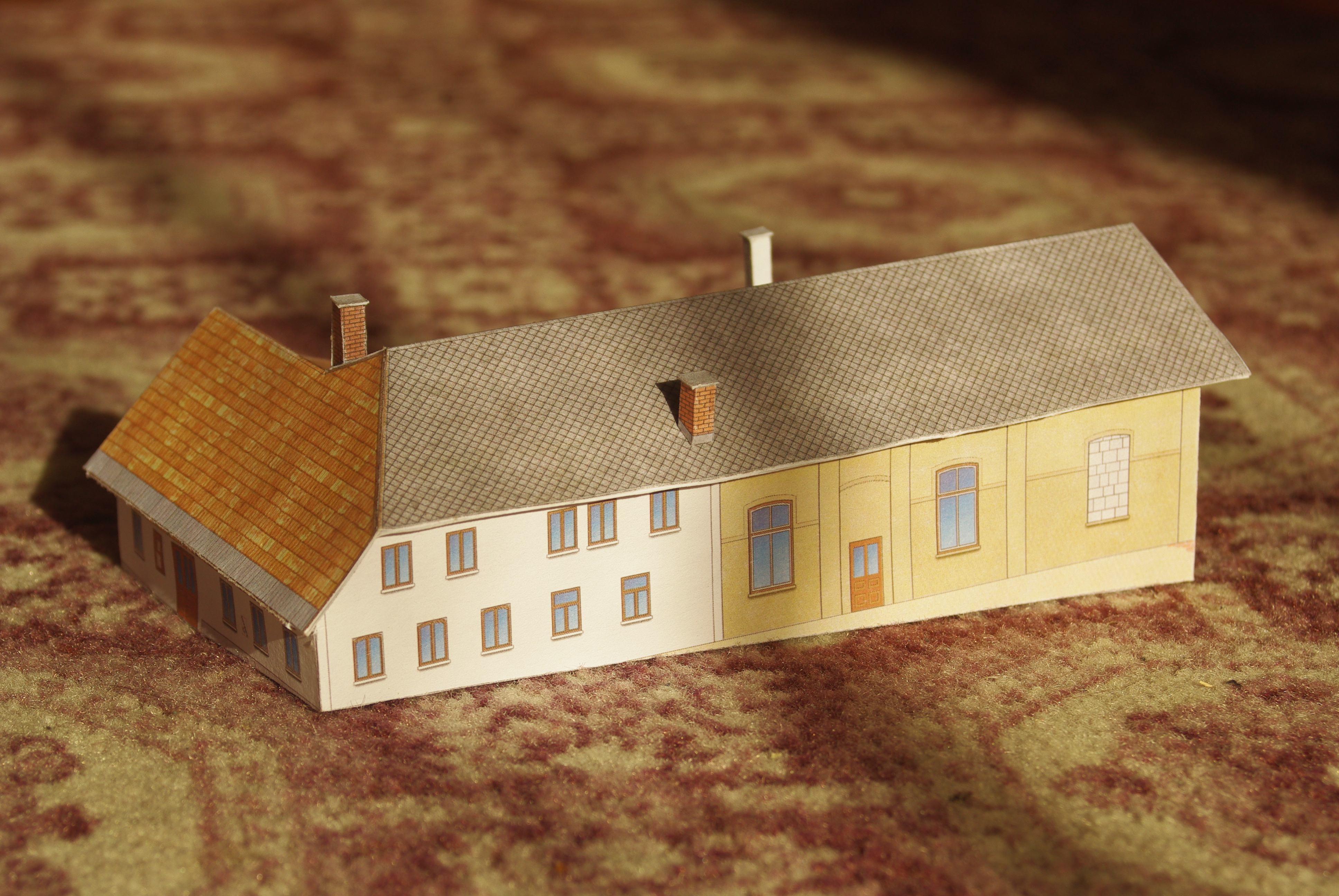
Podoba hospody U Tichánků do roku 2002 – papírový model

Jedná se o asi 30 metrů dlouhou a 13 metrů širokou budovu s funkcí hospody, tanečního sálu a ubytovacího zařízení. Hlavní hmota budovy je opatřena polovalbovou střechou a je zde umístěna šenkovna, kuchyň a sál o velikosti 10x10 metrů s jevištěm a galerií. V podkroví nad šenkovnou se nacházejí tři čtyřlůžkové pokoje. Pod šenkovnou je sklep – sklad piva. Ze severovýchodní strany je přistavěna část se skladovými prostory, toaletami, kotelnou a šatnou. Nad touto částí budovy je z části polovalbová střecha s hřebenem kolmo na hřeben střechy nad hlavní hmotou budovy a zbytek přístavby kryje plynule navazující pultová střecha.

## Historická opona jeviště
Sál hospody u Tichánků je vybaven ručně malovanou plátěnou oponou jeviště, kterou zhotovil jilemnický malíř Jan Lev. Na oponě jsou vyobrazeny Hradčany v průhledu skrz roztaženou oponu. U dolního okraje uprostřed je vyobrazen státní znak. Opona se otvírá směrem nahoru navinutím na rumpál, který byl původně poháněný lidskou silou pomocí kliky. Opona byla zhotovena v roce 1923 a instalována spolu s dokončením budovy sálu. První představení v Tichánkově sále se konalo 28. října 1923 při příležitosti 5. výročí samostatnosti Československa.
Opona byla na začátku 21. století již ve špatném stavu a tak bylo rozhodnuto o provedení odborného restaurování opony. Opona byla vybavena novým elektricky poháněným rumpálem. Restaurování provedli v roce 2008 ak. mal. Vendula a Jiří Látalovi. Slavnostní odhalení opravené opony proběhlo 26. září 2008.
Původní rozpočet restaurátorských prací 250 000 Kč, skutečné konečné náklady 350 000 Kč. Restaurátorské práce probíhaly přímo na sále U Tichánků. Na opravu přispěl Liberecký kraj částkou 250 000 Kč. Zbytek byl vybrán v rámci vyhlášené dobrovolné sbírky.

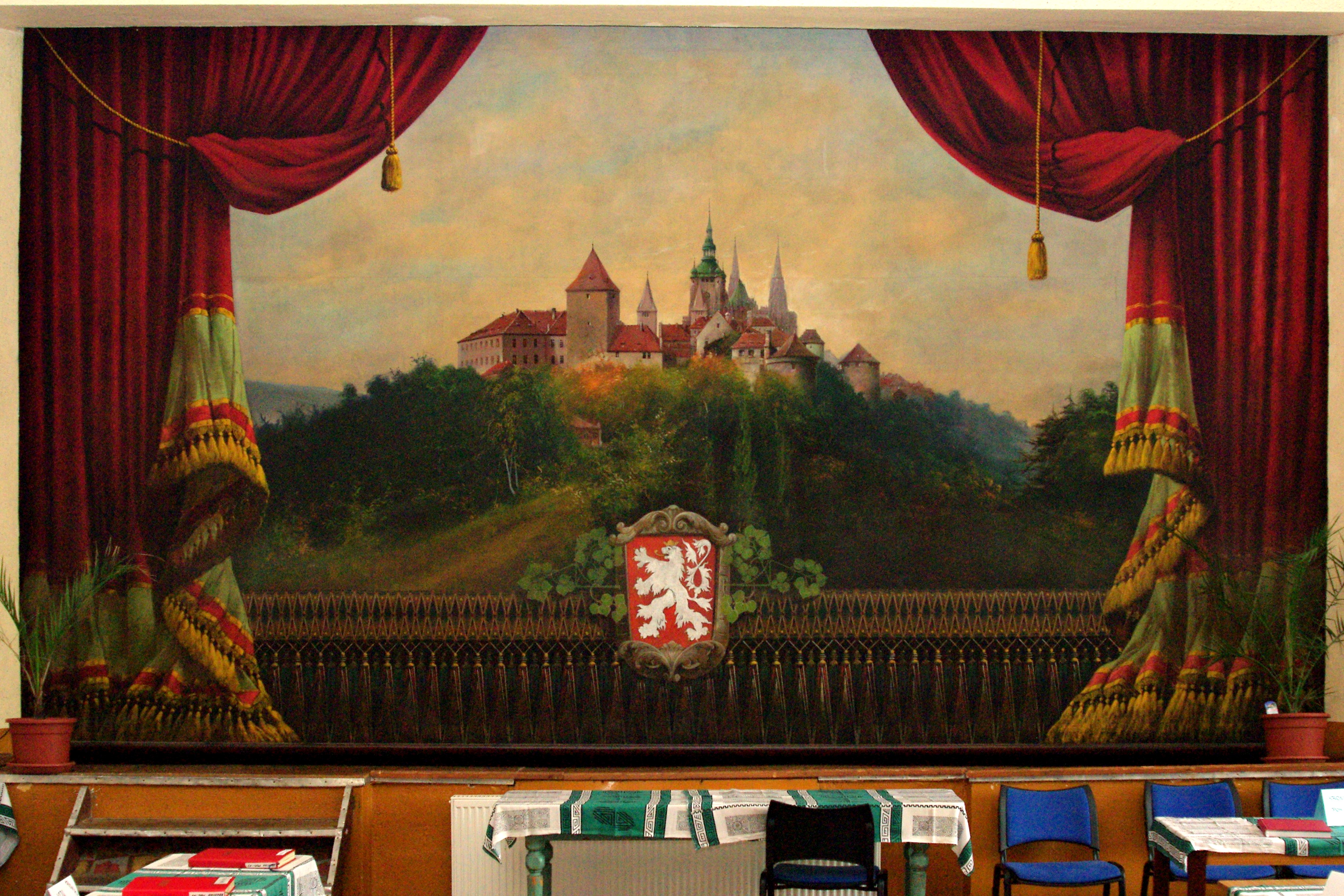
Opona jeviště na sále U Tichánků - stav po opravě

Podle některých zdrojů, roprachtický Sokol byl jeden z prvních spolků na malé vesnici v České republice, který nechal zrestaurovat svoji historickou divadelní oponu, mnohé další spolky toto následovaly.